# Val-Fouzon
Val-Fouzon is een gemeente in het Franse departement Indre in de regio Centre-Val de Loire. De gemeente maakt deel uit van het arrondissement Issoudun. De gemeente telde 944 inwoners op 1 januari 2022.

## Geschiedenis
Val-Fouzon is op 1 januari 2016 ontstaan door de fusie van de gemeenten Parpeçay, Sainte-Cécile en Varennes-sur-Fouzon. 

## Geografie
De oppervlakte van Val-Fouzon bedroeg op 1 januari 2022 46,9 vierkante kilometer; de bevolkingsdichtheid was toen 20,1 inwoners per km².

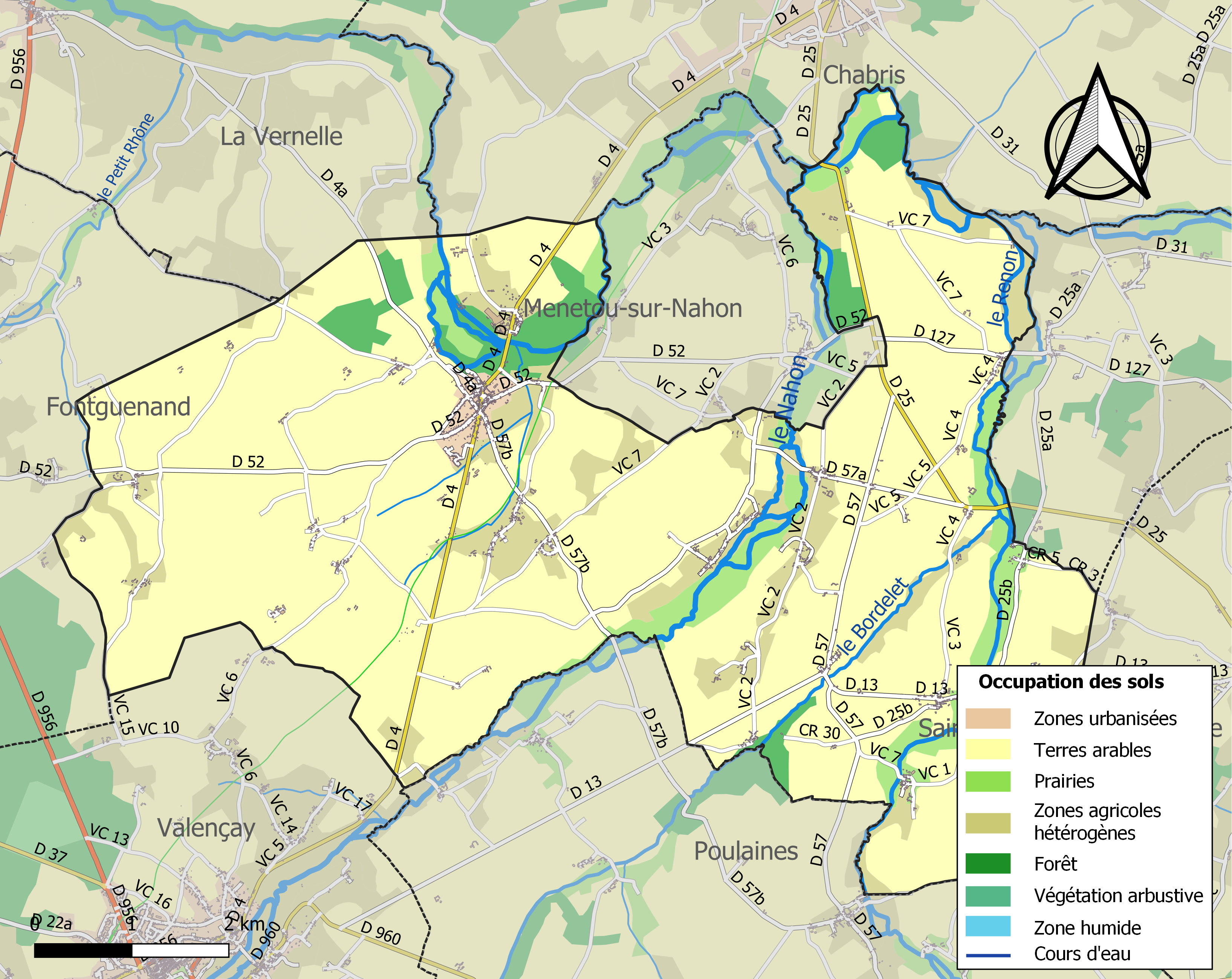
Kaart van de gemeente met de belangrijkste infrastructuur, bodemgebruik en omliggende gemeenten

## Verkeer en vervoer
In de gemeente ligt aan de spoorlijn Salbris - Le Blanc het station Varennes-sur-Fouzon.